# Indigofera merxmuelleri
Indigofera merxmuelleri là một loài thực vật có hoa trong họ Đậu. Loài này được A.Schreib. miêu tả khoa học đầu tiên.